# Давид бен-Соломон ибн-Яхья
Давид бен-Соломон ибн-Яхья (1455—1528) — лиссабонский раввин, составитель еврейской грамматики «Leschon Limmudim» (1506).

## Биография
Давид ибн-Яхья был раввином в Лиссабоне (1476). Обвинённый в попытках вернуть марранов обратно в еврейство, он был приговорён Жуаном II к смерти на костре, но бежал с семьей в Неаполь, был арестован и вынужден продать свою библиотеку, дабы выручить деньги для освобождения из тюрьмы. Затем он бежал в Корфу, а потом переселился в Арту, откуда написал богачу Исе Мессене письмо с просьбой о помощи; оно было скопировано Иосифом Давидом Зинцгеймом и опубликовано Грецом. В Арте вскоре умер в крайней нужде.

### Труды
- Еврейская грамматика «Leschon Limmudim» (Константинополь, 1506)[1].

Согласно Кармоли, Давид ибн-Яхья составил следующие книги:
- «Kab we Naki» — комментарий на Мишну (1-е изд., Лиссабон, без даты);
- собрание лучших объяснений разных комментаторов Библии (2-е изд., Венеция, 1518);
- «Schekel ha-kodesch» — о правилах еврейской поэтики (Константинополь, 1520);
- «Tefïllah le-David» — неполный комментарий к Псалмам;
- «Hilchoth Terefoth» — на тему ритуального убоя животных (Конст., 1520);
- комментарий к «Moreh» Маймонида.